# Biserica reformată din Daia
Biserica reformată din Daia este un ansamblu de monumente istorice aflat pe teritoriul satului Daia; comuna Ulieș.
Ansamblul este format din următoarele monumente:
- Biserica reformată (cod LMI HR-II-m-A-12811.01)
- Zid-incintă (cod LMI HR-II-m-A-12811.02)

## Galerie

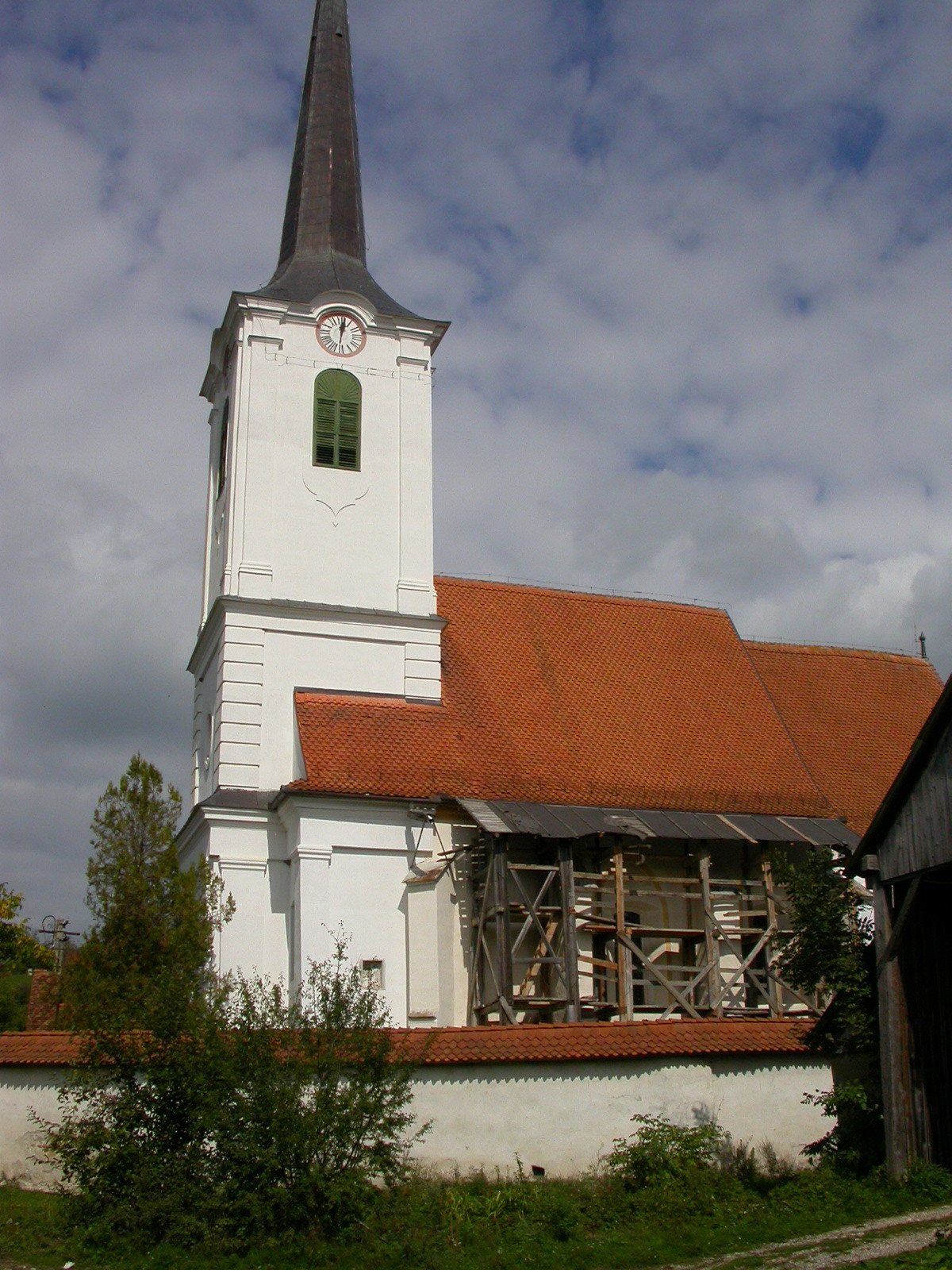
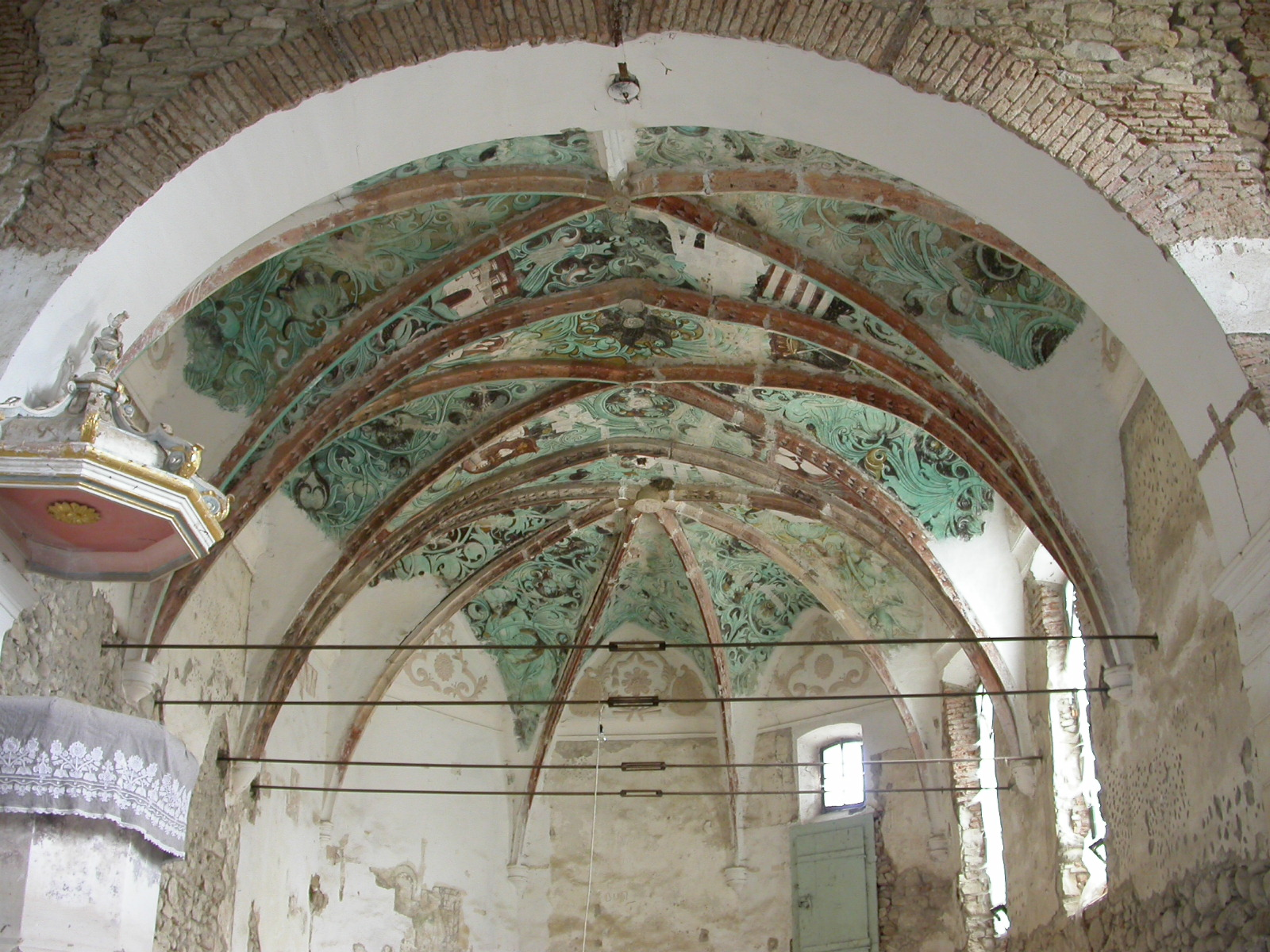
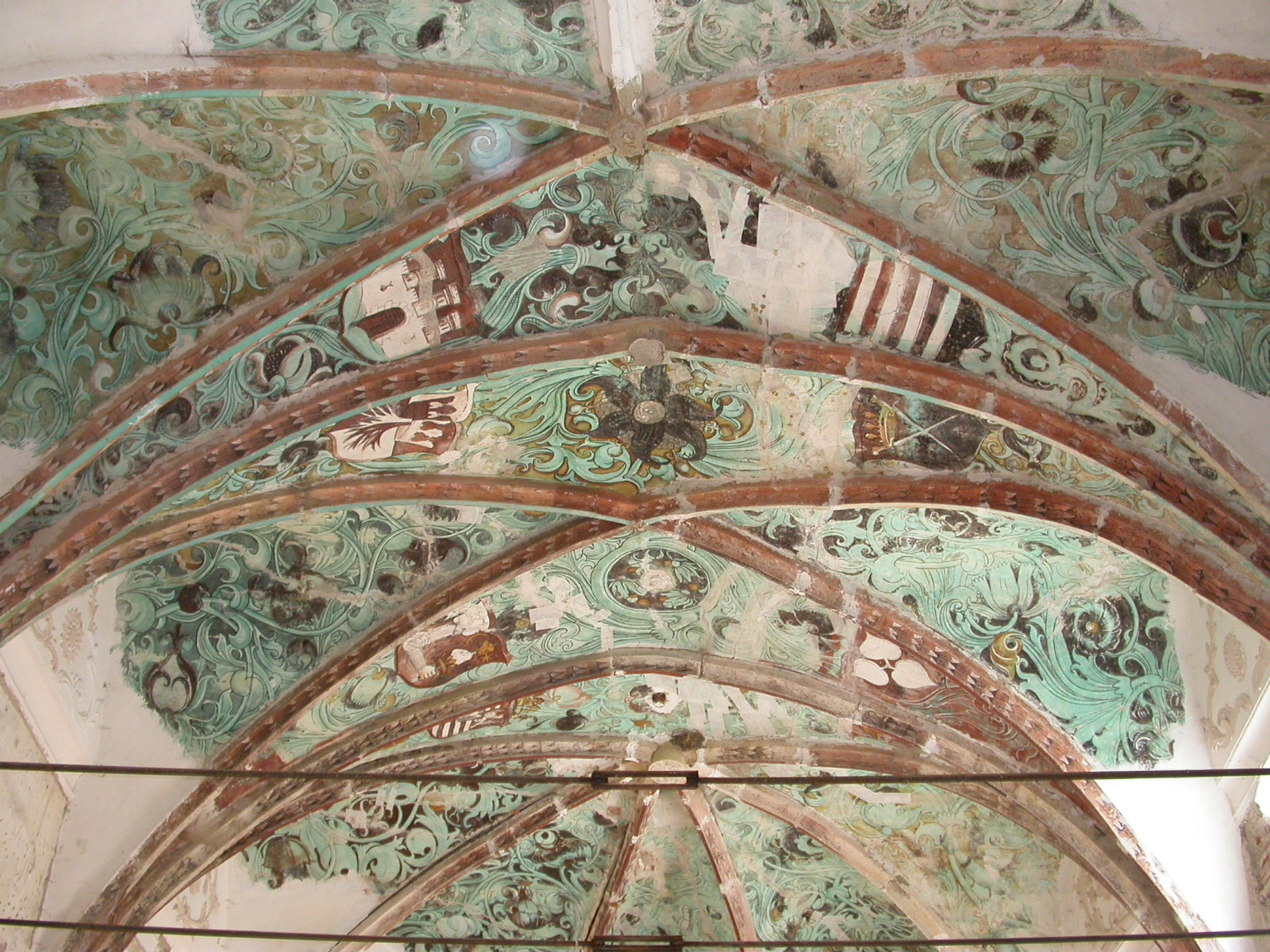
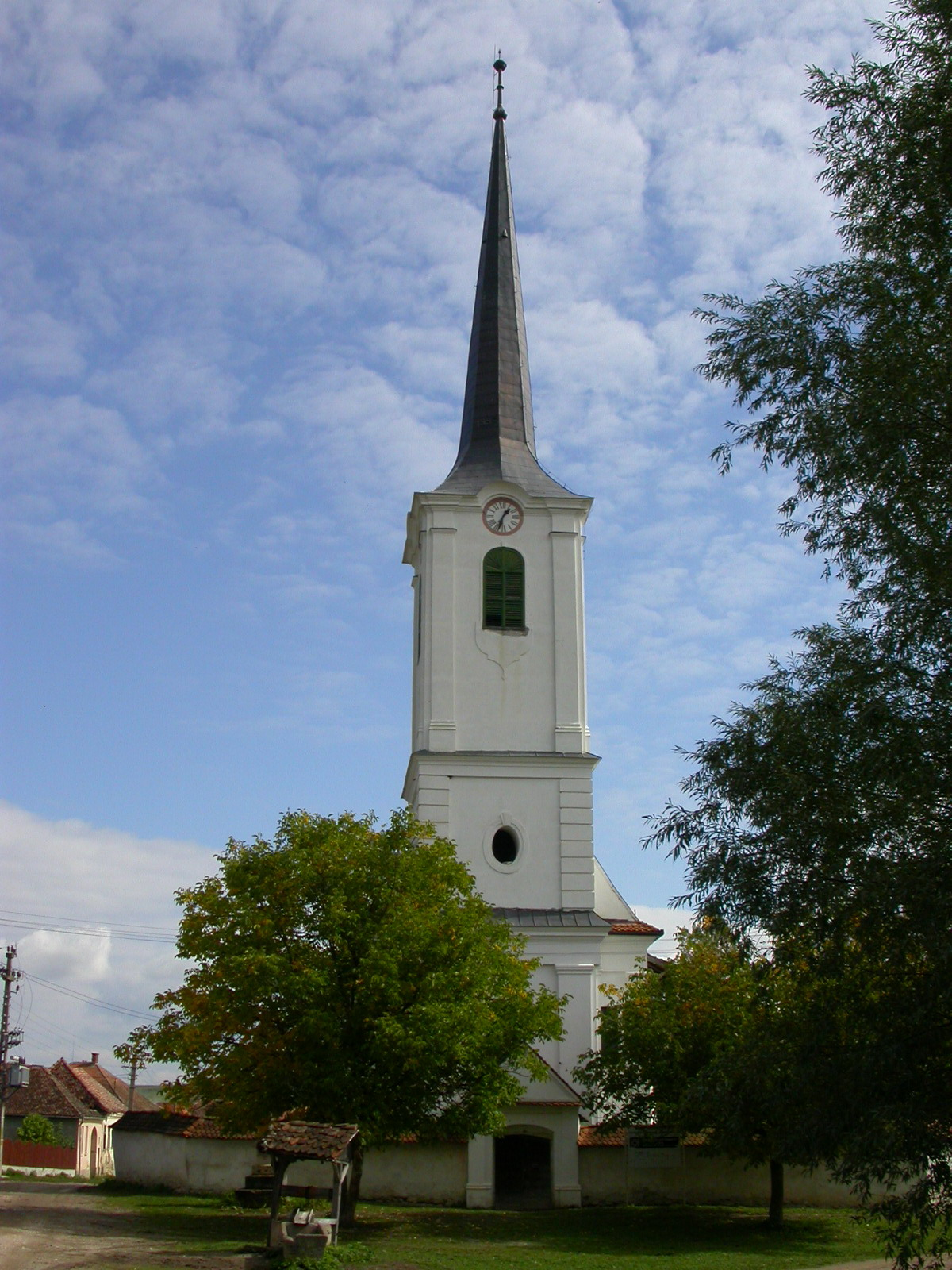